# Antipruriginoso
Antipruriginosos, también conocidos como medicamentos antipicazón, son medicamentos que inhiben el prurito (del latín: prurito) que se asocia a menudo con quemaduras, reacciones alérgicas, eczema, psoriasis, varicela, infecciones por hongos, picaduras de insectos como las de los mosquitos , las pulgas, y los ácaros, y dermatitis de contacto y la urticaria causada por las plantas como la hiedra venenosa (urushiol inducida por dermatitis de contacto) o la ortiga.

## Antipruríticos comunes
Antipruriginosos tópicos en forma de cremas y espráis a menudo están disponibles para venta sin prescripción. Existen también drogas orales contra la comezón, y son por lo general medicamentos de venta bajo fórmula médica. Los ingredientes activos suelen pertenecer a las siguientes clases:
- Antihistamínico como la difenhidramina (Benadryl).
- Los corticosteroides como la crema de hidrocortisona tópica, consulte con esteroides tópicos.
- Anestésicos locales como la crema de benzocaína tópica (Lanacaine).
- Revulsivos y refrescantes, como el aceite de menta, alcanfor, mentol.

## Antipruríticos controvertidos y cuestionables
- Solución de Burow (acetato de aluminio).

- Aceite de oliva.

- Impatiens, se ha demostrado que esté desprovisto de toda actividad anti-picazón en varios estudios controlados.

- Los ISRS (inhibidores selectivos de la recaptación de la serotonina) comprenden una clase de medicamentos de uso común para la depresión, y también se dice que es eficaz en el control del prurito en un pequeño número de casos refractarios. Mirtazapina, un tipo diferente de antidepresivos, que también tiene efectos antipruriginosos debido a su fuerte antagonismo de los receptores H1.

- La loción de calamina, que contiene óxido de zinc y de óxido de hierro, es un remedio tradicional para aliviar la picazón leve, como la que normalmente se asocia con la varicela —a pesar de que la U.S. Food and Drug Administration (FDA) ha afirmado que tiene poco o ningún efecto—.

- Pasta de bicarbonato de sodio (bicarbonato de sodio) y agua, se aplica tópicamente.

- El hidróxido de amonio (amoníaco), aplicación tópica.
- Loción de mentol, alcanfor e ictiol para el picor.

- Datos: Q2853347